# Uitgeestermeer
Het Uitgeestermeer ligt ten oosten van de A9 ter hoogte van Uitgeest. Net als het zustermeer Alkmaardermeer is het onderdeel van het Alkmaarder en Uitgeestermeer.
Het Uitgeestermeer is in tegenstelling tot het Alkmaardermeer ondiep; in het midden van de vaargeul is het maximaal 2.5 m diep. Daarbuiten is het ca. 1,5 m diep.
Het Uitgeestermeer is geschikt voor kleine watersport. Bij het strand van Dorregeest en Zwaansmeer wordt gewindsurft en gezwommen. In tegenstelling tot het Alkmaardermeer heeft het geen passagefunctie, behalve voor kleine vaartuigen.